# Análisis gravimétrico

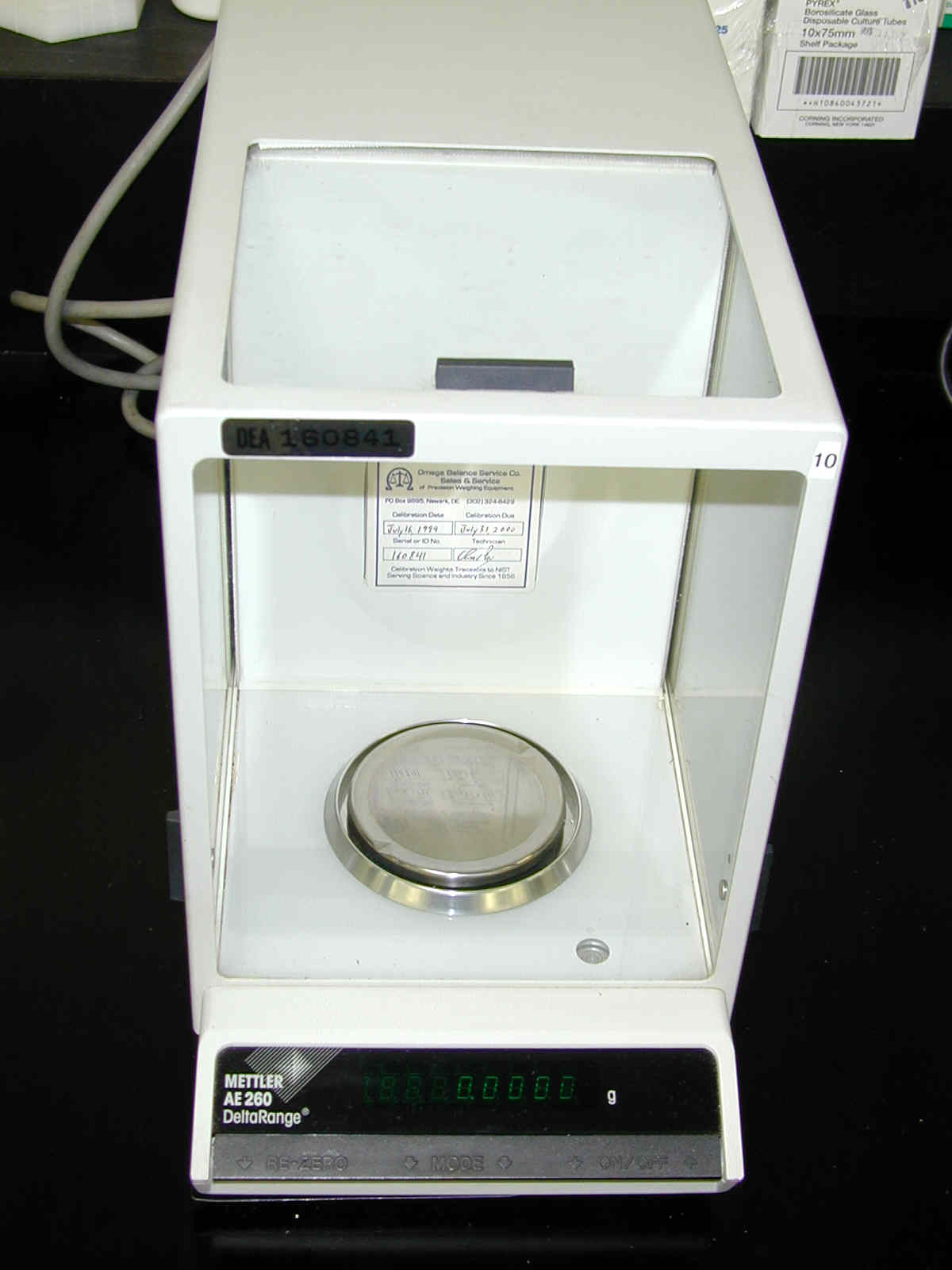
Balanza analítica.

En química analítica, se denomina análisis gravimétrico o gravimetría, al conjunto de métodos utilizados para la determinación cuantitativa de un analito en función de su masa. El procedimiento general consiste en determinar la cantidad de analito presente en una muestra, eliminando todas las sustancias que interfieren y convirtiendo el analito en un compuesto de composición perfectamente definida, que sea susceptible de pesarse en una balanza analítica, un instrumento de alta precisión capaz de realizar medidas de masa con precisiones iguales o inferiores a la décima de miligramo. Si la balanza está correctamente calibrada, las medidas de masa, además de precisas son sumamente exactas, por lo que los métodos gravimétricos se cuentan entre los más exactos en química analítica. Es por ello que los métodos gravimétricos son utilizados, frecuentemente, en los procesos de estandarización, a pesar de que otras técnicas de análisis (volumétricas e instrumentales) han reemplazado a los métodos gravimétricos en la mayoría de las investigaciones analíticas rutinarias o generales.

## Métodos utilizados en el análisis gravimétrico
Existen varios métodos de análisis que tienen su fundamento en las medidas de la masa. Todos ellos tienen en común que lo que se pesa es el mismo analito o un producto derivado de este, que se obtiene a partir de alguna reacción química. Una vez separado el analito y pesado el producto, los cálculos se realizan con base en los pesos atómicos y moleculares y se fundamentan en una constancia en la composición de sustancias puras y en las relaciones ponderales (estequiometría) de las reacciones químicas. Esta separación que precede a la pesada del constituyente o del compuesto que lo contiene, puede efectuarse de varias formas, siendo estas  lo que fundamenta la clasificación de los métodos gravimétricos:
- Gravimetría de precipitación. El analito es separado de la muestra en disolución como un precipitado y convertido en un compuesto de composición conocida que puede pesarse.
- Gravimetría de volatilización. El analito es convertido en un gas de composición química conocida para separarlo de los otros componentes de la muestra. La masa del gas sirve como medida de la concentración del analito.
- Electrogravimetría. El analito es separado al depositarse en un electrodo por medio de una corriente eléctrica. Entonces, la masa de este producto proporciona una medida de la concentración del analito.

### Método por precipitación
En numerosos casos, el analito que se desea determinar se convierte en un producto de composición conocida, mediante una reacción de precipitación, obteniéndose una sustancia poco soluble que posteriormente es separada de la disolución que la contiene, secada y por último, pesada de tal forma que su peso permite calcular mediante relaciones, generalmente estequiométricas, la cantidad original de analito en una muestra.
La precisión y exactitud del método gravimétrico por precipitación depende, en gran medida, de la técnica de precipitación empleada y de las propiedades del precipitado obtenido. Estos son los requerimientos que deben cumplirse cuando se busca una gran precisión y exactitud de los resultados:
- Composición química perfectamente definida y reproducible del precipitado.
- Baja solubilidad en las aguas madres (o disolvente que corresponda) y en solvente de lavado, de forma que las pérdidas durante este proceso sean despreciables, idealmente inferiores al error o incertidumbre de la balanza.
- Que las interferencias de otras sustancias presentes en el medio donde se realiza la precipitación sean mínimas o inexistentes.
- El precipitado debe obtenerse de forma que presente la mínima superficie, para evitar fenómenos de coprecipitación por adsorción que contaminen el precipitado.
- El precipitado obtenido debe ser estable térmicamente para que su composición no cambie durante el proceso de secado en la estufa.

- El producto secado debe ser estable a la luz y poco higroscópico, para que no se altere durante la pesada.

Un análisis gravimétrico por precipitación consiste en un número de operaciones importantes para obtener un precipitado puro y adecuado para ser pesado, por lo que requiere de una manipulación cuidadosa en todo momento. Después de disolver la muestra los pasos necesarios para llevar a cabo el análisis son los siguientes:
1. Preparación de la disolución. Se deben ajustar las condiciones de la disolución para mantener la baja solubilidad del precipitado; algunos factores que interfieren son: volumen de la disolución durante la precipitación, intervalo de concentración de la sustancia de prueba, concentraciones de otros constituyentes, temperatura y pH.
2. Precipitación. El precipitado debe ser lo suficientemente insoluble para que la cantidad perdida por solubilidad sea inapreciable; debe estar constituido por partículas grandes que puedan facilitar su filtración y su contaminación por agentes externos debe ser despreciable. Durante este proceso se debe minimizar la sobresaturación para obtener cristales grandes, no se debe agregar demasiado exceso de agente precipitante para no aumentar la adsorción en la superficie del precipitado y se debe verificar que la precipitación sea completa.
3. Digestión. Proceso en el cual se permite al precipitado estar en la solución madre de donde precipitó; para obtener partículas más grandes y con mayor pureza se puede acelerar el proceso a temperaturas elevadas.
4. Filtración. Muchos precipitados se pueden recoger en un embudo o crisol de vidrio filtrado.
5. Lavado. Las impurezas se pueden eliminar lavando el precipitado después de filtrar, de igual manera, al realizar este procedimiento se remueven restos de la solución madre. Muchos precipitados no se pueden lavar con agua destilada debido a la peptización, proceso en el que el precipitado se revierte al estado coloidal y se pierde. Se debe realizar una prueba para determinar cuándo se ha completado el proceso de lavado.
6. Secado. El precipitado se debe calentar para remover el disolvente y el líquido absorbido en el lavado; si el precipitado se debe convertir a una forma más adecuado para pesarse, se requiere de incineración.
7. Pesado. La masa de un precipitado gravimétrico se mide pesando un crisol de placa filtrante seco y vacío antes de realizar la operación, y de nuevo al acabarla junto con el producto seco.
8. Cálculo. El precipitado que se pesa por lo regular está en una forma diferente a la del analito cuyo peso se quiere informar. En general, para convertir el peso de una sustancia al peso de otra, se utilizan relaciones molares estequiométricas, además de hacer uso del factor gravimétrico, que representa el peso del analito por unidad de peso del precipitado.

### Método por volatilización
La gravimetría por volatilización conlleva separar los componentes de nuestra mezcla por calentamiento o a través de su descomposición química. Es aplicable cuando uno o más constituyentes de la muestra son volátiles o pueden transformarse en sustancias volátiles. Dependiendo de cómo se lleve a cabo la determinación gravimétrica, los  métodos de volatilización pueden ser directos o indirectos.
- Métodos directos. En estos métodos, el constituyente volatilizado o desprendido se hace pasar a través de una sustancia absorbente que ha sido previamente pesada y una vez terminado el proceso se determina el aumento de peso. El método es específico si no se encuentran presentes otros componentes volátiles que puedan absorberse aunque solamente es aplicable cuando se dispone del sorbente adecuado.
- Métodos indirectos. En estos casos se determina la masa de residuo que queda después del proceso de volatilización del constituyente, determinándose por diferencia con la masa inicial de muestra utilizada en el análisis, el contenido de analito. Aunque este procedimiento es muy simple y fácil de implementar, no siempre es aplicable, ya que puede haber más de una sustancia volátil.  No obstante, el método indirecto es ampliamente utilizado para determinar el contenido de humedad (agua) en muchos productos comerciales.[1]

### Método por electrodeposición
La electrogravimetría o gravimetría por electrodeposición se basa en la deposición electrolítica sobre un electrodo adecuado, del analito o de algún compuesto químico relacionado con este. Una vez concluida la reacción de electrólisis y bajo el supuesto de que el analito se ha depositado en su totalidad sobre el electrodo, se establece por diferencia de pesada de dicho electrodo, la cantidad de analito presente en la muestra. El proceso de separación y deposición sobre el electrodo puede llevarse a cabo a intensidad constante, procedimiento que se utiliza habitualmente cuando solamente existe una sustancia electroactiva que pueda depositarse sobre el electrodo. En caso contrario, cuando en la disolución analítica hay más de una sustancia electrodepositable, la electrólisis se lleva a cabo a potencial controlado para que solo se deposite en el electrodo la especie deseada.

## Ventajas y desventajas del análisis gravimétrico
El análisis gravimétrico, si se siguen los métodos cuidadosamente, permite obtener resultados analíticos sumamente precisos. De hecho, el análisis gravimétrico se utilizó para determinar las masas atómicas de muchos elementos de la tabla periódica con una precisión de seis cifras y, por lo general, no se requieren equipos costosos. El análisis gravimétrico, debido a su alto grado de precisión, cuando se realiza correctamente, también se puede utilizar para calibrar otros instrumentos en lugar de los estándares de referencia. Por contra, a menudo se considera que los análisis gravimétricos requieren mucho tiempo y son laboriosos y además, por lo general, solo permite el análisis de un solo elemento, o un grupo limitado de elementos.